# 丹尼勒·甘泽
丹尼勒·甘澤（德語：Daniele Ganser，1972年8月29日—）是瑞士歷史學家和出版家，出生于盧加諾。他因2005年發表的論文《北约在歐洲的秘密軍隊》而聞名。自此之后，甘澤連續發表北約國家違反國際法的軍事行動和全球性的石油頂峰 。他特別选择了各种阴谋理论，尤其是9/11事件，并将其作为解释性方法。

## 學歷和職業生涯
丹尼勒·甘澤出生于1972年，是牧师戈特弗里德·甘澤（Gottfried Ganser，1922-2014）和其妻子让内特（Jeannette）的兒子。他在巴塞爾的Rudolf- Steiner學習了12年，然後進入當地的Holbein高中學習，直到1992年畢业。後來他去服兵役，之後在巴塞爾大學、阿姆斯特丹大学和倫敦政治經濟學院學習古典和近代歷史、哲學和英語，主攻國際關係。在取得巴塞爾大學哲學暨歷史學院的碩士學位（1998年）後他繼續在倫敦政經學院從事研究。尤西·漢希邁基（Jussi Hanhimäki）為他的指導教授。2000 - 2001年他取得歷史學博士的學位，其論文《Operation Gladio in Western Europe and the United States》被Georg Kreis評為優等。
2011年甘澤与巴塞尔创办了瑞士和平研究所和能源研究公司（SIPER）并担任了董事。SIPER讲授甘澤的讲座、论文、书籍和采访。甘澤将自己描述为和平研究员。这就是社会学家安德烈亚斯·安东所称的他。
直到2015年，甘澤每年在巴塞尔大学社会学研讨会上教授名为“跨学科冲突分析和冲突解决”的兼职研究生课程。从2012年至2017年他是圣加仑大学的讲师2017年几个瑞士科学家批评甘澤，因为其911相关论文有害于该机构的声誉，其他人则为他辩护。